# جغرافيا مونتسيرات
تقع جزيرة مونتسيرات في البحر الكاريبي، في جزر ليوارد. وتشمل أقرب معالم الأرض الجزر جوادلوب إلى الجنوب الشرقي، وأنتيغوا إلى الشمال الشرقي ونيفيس إلى الشمال الغربي. الجزيرة 16كم (9.9 ميل) طول و 11كم (6.8 ميل) عرض، مع خط ساحلي يبلغ حوالي 40 كم.
الجزيرة بركانيه وجبليه إلى حد كبير. أصبح بركان سوفريير هيلز نشطًا في عام 1995، مما تسبب في دمار واسع النطاق، بنا في ذلك تدمير العاصمة وأكبر مستوطنه كانت في جزيرة سابقاً، بليموث. الجزء الجنوبي من الجزيرة أصبح الآن غير صالح للسكن ولذلك صارالاستيطان البشري مقيد في الشمال.
مونتسيرات تمتلك جزيرتان صغيرتان، ليتل ريدوندا وفيرجن، بالإضافة إلى تمثال روك.

## مناخ
تتمتع مونتسيرات بمناخ استوائي، مع تغير بسيط في درجات الحرارة اليومية أو الموسميه.

## إحصائيات
الموقعد حوالي 500 كم من جنوب شرق بورتوريكو
المطالبات البحرية:البحر الإقليمي: 3 ميل بحري (5.556 كم؛ 3.452 ميل) منطقة الصيد الحصرية: 200 ميل بحري (370.4 كـم؛ 230.2 ميل)
التضاريس: جزر بركانية، معظمها جبلية، مع أراض منخفظه ساحلية صغيره
الارتفاع الأقصى:أدنى نقطة: البحر الكاريبي 0 ماعلى نقطة: قبل عام 1995، كانت أعلى نقطة هي فرص الذروة (فيسوفرييرهيلز) على ارتفاع 915 مترًا. أدى النشاط البركاني المستمر إلى إنشاء قبة حمم بركانية تقدر بنحو 1050 مترًا في عام 2013.
الموارد الطبيعية: ضئيلة
استخدام الأراضي: الأراضي الصالحة للزراعة: 20٪ المحاصيل الدائمة: 0٪ أخرى: 80٪ (2011)
الأخطار الطبيعية: الاعاصير الشديدة (من يونيو إلى نوفمبر)؛ ثورات بركانية.
البيئة - القضايا الحاليه: يحدث تآكل للاراضي على منحدرات الجزيرة التي يتم تطهيرها للزراعه.